# 少年和马

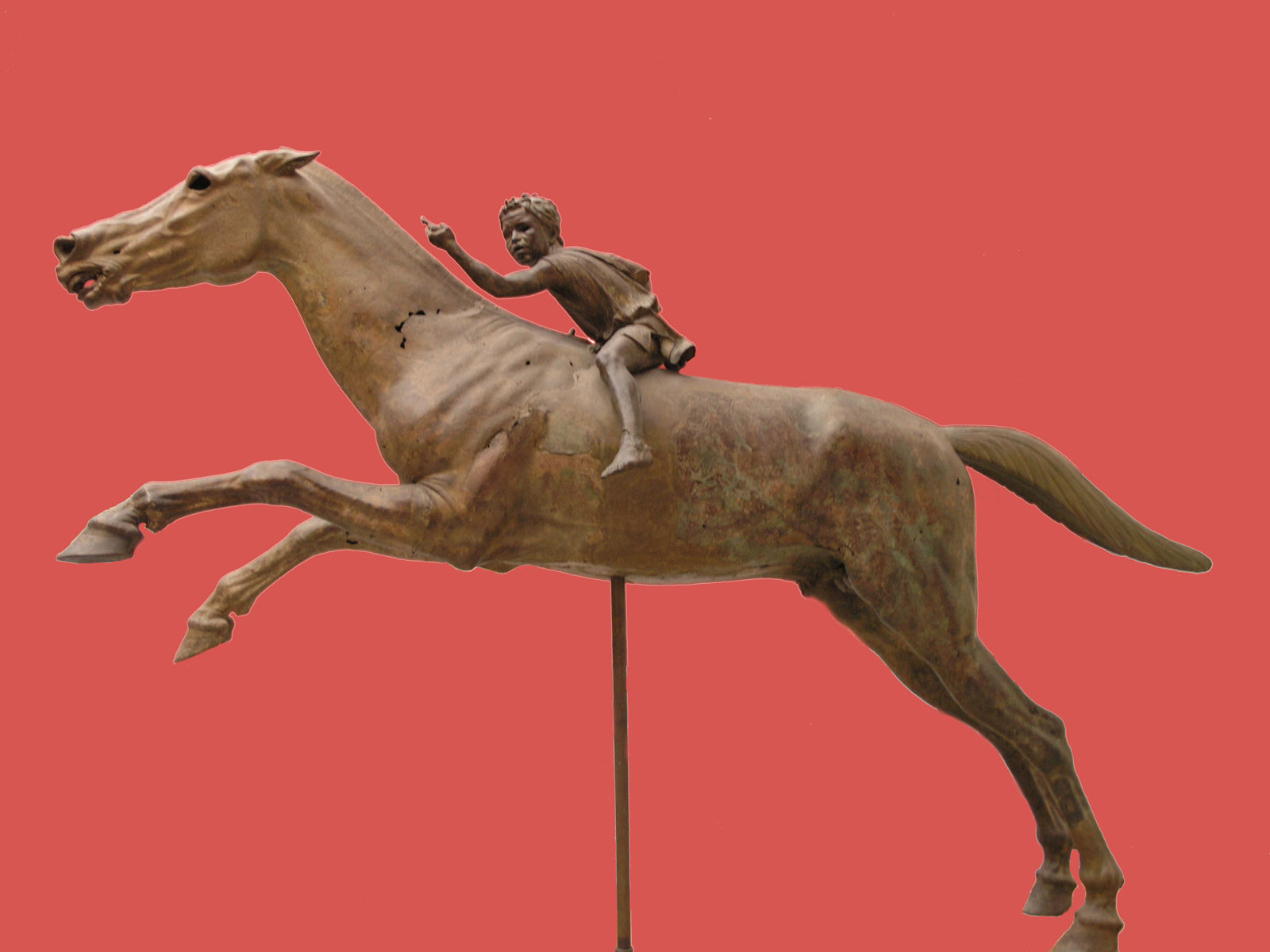
少年和马，公元前150年-公元前140年

少年和马是一尊从希腊化时期遗存下来的青铜雕像，描绘的是一个骑着马的小男孩的形象，其历史可追溯至公元前150至公元前140年左右。 这是一尊罕见的保存至今的古希腊青铜雕像，也是屈指可数的有关赛马主题的希腊雕像。青铜是宝贵的原材料，大多数古代青铜器在造出来一段时间后都会被熔化以铸造其他物品。但这尊青铜像在当时的一场海难中随船沉没，并得以幸免于难，直到二十世纪才被重新发现。它可能是由一位富人献给众神的，以纪念赛马比赛的胜利，而这种比赛的形式可能是单马赛跑（希腊语：κέλης - kēles）。创作它的雕塑家身份未知。

## 发现与展出过程
该雕像是在优卑亚岛北部阿特米西西昂角海域附近的一艘沉船中发现的，该沉船于1926年被发现。一同被发现的还有阿尔特米西昂青铜像的碎片。1928年，这尊雕像的第一部分被发现，1936年或1937年，人们发现了雕像更多的碎片，并在之后进行了修复工作。 在马尾和身体部分被修复后，雕像被重新组装起来，并于1972年开始在雅典国家考古博物馆展出。

## 起源
创作该雕像的艺术家和创作该作品的目的尚不清楚。然而，美国考古学家肖恩·海明威认为，它可能是在公元前146年的科林斯战役中由罗马将军穆米乌斯从科林斯掠夺来的，并将它交给了帕加马国王阿塔罗斯，但在运往帕加马的途中雕像随船沉没了。

## 设计与外观

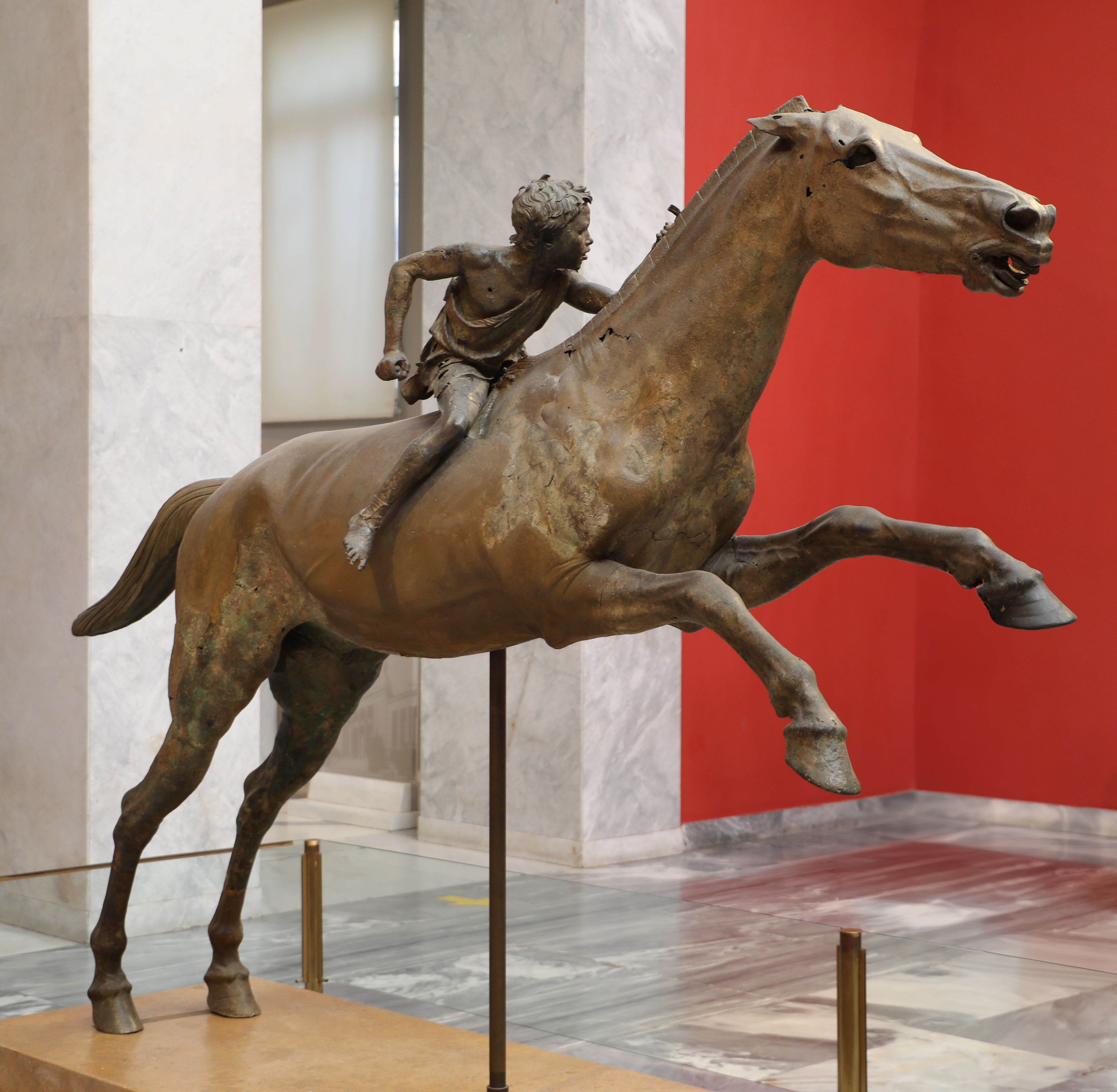
另一个视角的少年与马

少年与马雕像长2.9米，高2.1米，近似真人大小。它采用间接失蜡法工艺分段铸造，然后通过流焊组装。雕像缺失了一些部分，其中包括骑手手中的鞭子和缰绳，以及马的系带。雕塑家把马和他的骑手刻画的惟妙惟肖，马的后脚着地，前腿抬起，仿佛这匹马是在疾驰跳跃时被捕获。马的后腿部分青铜较厚，这说明它们是雕像的主要支撑。马的右大腿上刻着女神耐克的形象，她举起双手拿着花环，而这是古希腊赛马的标志。值得一提的是，这匹马的高大显得它的骑手身材十分渺小，这个小男孩只有84厘米高，年龄大约10岁，根据他的相貌和脸部表面的黑颜色，可以推测他来自非洲。然而，他的发型是希腊风格，这说明他可能是一位混血儿。他骑着这匹没有马鞍的嘛马，穿着凉鞋和短罩袍，并回头看向左肩。

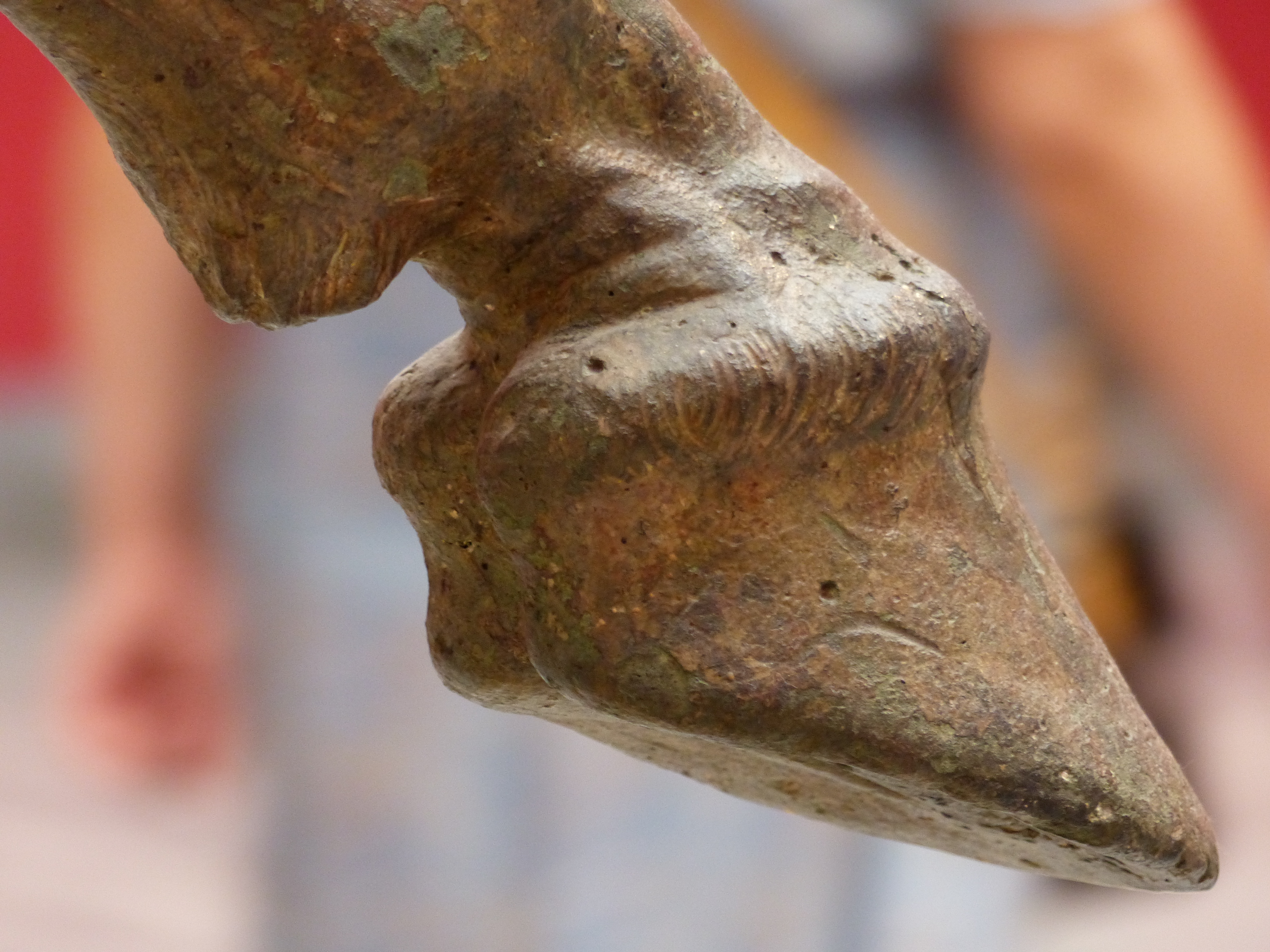
马蹄处特写

## 其他相关
- 驾车人